# تپه غلام ۱
تپه غلام ۱ مربوط به مس و سنگ است و در شهرستان کرمانشاه، بخش مرکزی، پشت دربند، ۴۰۰ متری شمال غرب روستای کالیان علیا واقع شده و این اثر در تاریخ ۱۵ دی ۱۳۸۷ با شمارهٔ ثبت ۲۴۱۴۱ به‌عنوان یکی از آثار ملی ایران به ثبت رسیده است.